# Jorge García Torre
Jorge García Torre (Gijón, 13 gennaio 1984) è un ex calciatore spagnolo, di ruolo difensore.
Suo fratello gemello, Alejandro, è anche un calciatore (portiere); entrambi hanno iniziato la loro carriera nello Sporting Gijón.